# Köves Alexandra
Köves Alexandra (1975. –) ökológiai közgazdász, egyetemi tanár, kutatóközpont-vezető.
Jelenleg a Budapesti Corvinus Egyetem docense, az Operáció és Döntés Intézet, azon belül is a Döntéselmélet Tanszék tagja. A népszerű Zöld Egyenlőség podcast, és az angol nyelvű Economics for Rebels létrehozója, szerkesztő-műsorvezetője.
Pályafutásának első tíz évében a magyar közigazgatáson belül foglalkozott fejlesztéspolitikával, ezen belül is főként társadalomfejlesztéssel, ebből nyolc évet felsővezetői pozícióban. A közigazgatásban eltöltött idő után  számos hazai és nemzetközi projektben vett részt szakértőként, tanácsadóként, projektvezetőként. 2014-ben a teljes karrierváltás mellett döntött, és azóta az idejét a BCE Vállalatgazdaságtan Intézet Döntéselmélet Tanszékén tanításra és kutatásra fordítja. Leginkább olyan jövőkutatásokban vesz részt, amely azt vizsgálja, hogy hogyan lehetne környezetileg fenntarthatóbb és társadalmilag igazságosabb rendszereket létrehozni.

## Felsőfokú végzettségek
- Mesterdiplomáját (MA in International Business and Languages, német-spanyol nyelvi szak) a Heriot-Watt Egyetemen szerezte Edinburgh-ban, az Egyesült Királyságban 1995 és 1999 között.
- Ezután elvégezte a MPhil in Advanced International Studies képzést a Bécsi Diplomáciai Akadémián 1999 és 2000 között.
- Doktori fokozatát a Budapesti Corvinus Egyetem Gazdálkodástani Doktori Iskolájában szerezte (2011-2014).
- 2023-ban Dr. Habil fokozatot szerzett a Budapesti Corvinus Egyetemen.

## Szakmai életút
Munkahelyek:
- Nemzeti és Etnikai Kisebbségi Hivatal, osztályvezető (2001 – 2002)
- Miniszterelnöki Hivatal Phare Iroda, irodavezető (2002 – 2003)
- Európai Szociális Alap Nemzeti Programirányító Iroda, programigazgató (2003 – 2009)
- Medeia Tanácsadó és Szolgáltató Kft., ügyvezető, alapító, vezető tanácsadó (2009 – 2018)
- TriDev Tanácsadó és Innovációs Kft., alapító (2009 – 2015; 2014-ig ügyvezető)
- Budapesti Corvinus Egyetem, egyetemi oktató, habilitált egyetemi docens (2014 –)

Tudományos vagy szakmai szervezetek:
- European Society for Ecological Economics, tag (2012 –)
- Nemnövekedés Nemzetközi Konferenciáinak Támogató Munkacsoportja, tag (2018 –)
- Society and Economy: szerkesztőbizottsági tag, vezető (2018 –)

Egyetemi közéleti tevékenységek:
- BSIS (Business School Impact System) koordinátor (2018 – 2021)
- Szenátusi tag (2019 – 2020)
- Etika, Felelősségvállalás, Fenntarthatóság hub, irányító testületi tag (2022 –)

Felügyelőbizottsági és igazgatósági tagságok:
- Európai Ökológiai Közgazdaságtani Társaság, Igazgatósági tag (2019 – 2022), alelnök (2022 –)
- Levegő Munkacsoport, Elnökségi tag (2019 –)

## Kutatás
Korábbi kutatási témái az alábbiak voltak: fenntartható és felelős vállalatok egy nemnövekedés szcenárióban, fenntartható foglalkoztatás, fenntartható fogyasztás, a haláltudatosság és a fenntartható átmenetek kapcsolata, magyar munkaügyi rendszer, gazdasági felsőoktatás jövője.
Jelenleg a nemnövekedés szcenáriók, a magyar fánk gazdasági modellek, a rendszerszemlélet a társadalmi átmenetekben, valamint a víziók a mesterséges intelligencia és a társadalom kapcsolatáról témakörökben kutat.
Publikációinak listája a Magyar Tudományos Művek Tárában érhető el.
Legfontosabb kutatásai:
- A fenntartható társadalom felé való átmenet gazdaságpolitikai alternatívái (2012). Részvétel formája: a kutatócsoport tagja.
- Nem növekedés-központú gazdaságpolitikai alternatívák: a fenntartható életmód felé való átmenet szakpolitikai lehetőségei (2013). Részvétel formája: a kutatócsoport tagja.
- Szolgáltatási akkreditáció modellezése (2011). Részvétel formája: a kutatócsoport tagja. A Nemzeti Foglalkoztatási Hivatal által végrehajtott TAMOP 1.3.1 „A foglalkoztatási szolgálat fejlesztése” kiemelt projekt Szolgáltatásfejlesztési komponensén belül az 1.1.5 „Szolgáltatási akkreditáció modellezése” alprojekt kutatása.
- Fenntartható és felelős vállalatok egy Nemnövekedés szcenárióban (2018 – 2021, OTKA Posztdoktori kutatási ösztöndíj). Részvétel formája: kutatásvezető.
- Víziók a mesterséges intelligencia és a társadalom kapcsolatáról (2019 –, OTKA kutatási kíválósági projekt). Részvétel formája: a kutatócsoport tagja.
- Modellek, Értékelések, és Szakpolitikák a Fenntarthatóságért (2023 –, MAPS). Részvétel formája: a kutatócsoport tagja.

## Szakértői tevékenység
Egyetemi oktatói munkája a Gazdaság- és Szervezéstudományok területén belül a következő témakörökben folyik: döntéselmélet és döntési technikák, ökológiai közgazdaságtan, gazdasági növekedés, fenntartható sport.
Nyelvismeret: angol (felsőfok), német (középfok), spanyol(középfok).
Legfontosabb szakértői tevékenységei:
- Az első Nemzeti Fejlesztési Terv Humánerőforrás Operatív Programjának és a Regionális Operatív Program kidolgozása (2001 – 2004)
- Foglalkoztatáspolitikai és Munkaügyi Minisztérium: Az Új Magyarország Fejlesztési Terven belül a Társadalmi Megújulás Operatív Program és a Társadalmi Infrastruktúra Operatív Program tervezése (2006 – 2007)
- Európai Bizottság: A horvát előcsatlakozási alapokból (Phare/IPA) finanszírozott projekteken belül a szociális és a közigazgatási szektor futó projektjeinek összesített ország-program szintű értékelése (2009).
- Országos Foglalkoztatási Közalapítvány: A munkaerő-piaci szolgáltatásokat végző nem állami szervezetek bevonásával a munkaerő-piaci szolgáltatások akkreditációs rendszerének kidolgozása (2010).
- Európai Bizottság: Az Európai Bizottság 2014-2020-as végrehajtási rendelet tervezeteinek ESZA szempontú változásaira adott magyarországi szakértői reakciók felmérése, javaslatok (2011).
- Román Fejlesztési Minisztérium: Az uniós források kezeléséért felelős intézményrendszer koordinációját végző román Koordinációs Irányító Hatóság munkájának támogatása (2011 – 2012).
- Nemzeti Munkaügyi Hivatal: A Nemzeti Foglalkoztatási Hivatal stratégiájának koherenciavizsgálata az EU2020 célokkal, a már megvalósult foglalkoztatáspolitikai fejlesztések értékelésével (2012).
- Nemzeti Munkaügyi Hivatal: Stratégiai anyagok elkészítése és stratégiai workshop moderálása a Nemzeti Foglalkoztatási Hivatal megbízásából a 2014-2020-as programozási időszak foglalkoztatáspolitikai tevékenységeinek tervezése céljából (2013).
- Nemzeti Munkaügyi Hivatal: A munkaügyi szervezetek nemzetközi szövetsége (WAPES) budapesti kincstárnoki találkozójának moderálása és pénzügyi eljárásrendjeinek kidolgozása a megállapodások alapján (2013).
- Nemzeti Munkaügyi Hivatal: Munkaügyi munkáltatói szolgáltatások módszertani fejlesztése, és a munkáltatói profiling rendszerének módszertani kidolgozása (2013).
- Miniszterelnöki Hivatal: A „Közszolgáltatások versenyképességi szempontú javítása” című projekt keretében továbbfejlesztésre javasolt versenyképességi innovációs javaslatokkal kapcsolatos mentori feladatok ellátása (2013.)
- Nemzeti Munkaügyi Hivatal: A Visegrádi Négyek magyar elnökségén belül lebonyolított foglalkoztatási tárgyú egyeztetés moderálása, és összefoglaló anyag készítése (2014).
- Új Nemzedék Központ: Az Új Nemzedék Program lehetséges nemzetközi együttműködési dimenzióinak feltárására irányuló tanulmányok készítése (2014).
- BCSDH: Action 2020 Magyarország (2015 –).

## Kitüntetések
- 2007-ben miniszteri kitüntetésben részesült a Foglalkoztatási és Munkaügyi Minisztérium jóvoltából.
- A 2017-es Emerald/EFMD Kíváló Doktori Kutatások Díjának nyertese az Emberi Erőforrások kategóriában.
- 2019-ben elnyerte az MTA (IX. Osztály) Gazdálkodástudományi Bizottság Ipar- és Vállalatgazdaságtan Albizottság 2018-as Nívódíját.
- 2022-ben és 2023-ban is Corvinus Kutatási Kíválósági Díjat kapott, emellett 2022-ben az egyetemen a Legjobb oktatási műhely tagjának bizonyult.

## Szakmai profilok
- LinkedIn
- Országos Doktori Tanács adatlap
- Magyar Tudományos Művek Tára
- Google Scholar
- Weboldal

1. ↑  https://mta.hu/koztestuleti_tagok?PersonId=10058033